# عقاب (صورت فلکی)
عُقاب از صورت‌های فلکی است. ستاره درخشان کرکس پرنده به آسانی در این پیکر آسمانی قابل تشخیص است، چون دو ستارهٔ کم‌رنگ‌تر در دو سوی آن قرار دارند.
زمان رسیدن به نصف‌النهار: ۸ شهریور مساحت ۶۵۲ درجه مربع معادل لاتین Aquila

## افسانه
صورت فلکی عقاب را در جهان غرب از ۱۲۰۰ سال قبل از میلاد به عنوان یک پرنده می‌شناختند که در امتداد راه شیری تابستانه قرار گرفته و منطقه‌ای بسیار غنی است

## ستاره‌ها
ستاره آلفای عقاب از جمله ستارگان درخشان آسمان است و در وسط سه ستاره تشکیل دهنده دم عقاب قرار گرفته این ستاره جزوء مثلث تابستانی است دو راس دیگر این مثلث ستاره‌های دنب و کرکس نشسته هستند نوع طیف آلفای عقاب A7 IV-V قدرش ۰٫۸ و فاصله آن تا زمین ۱۷ سال نوری است.

## اجرام عمقی آسمان
ان‌جی‌سی ۶۷۰۹ یک خوشه باز با قدر ۸ شامل حدود ۴۰ ستاره است که در چند درجه‌ای جنوب غربی ستاره زتای عقاب در فاصله ۳۱۰۰ سال نوری از زمین قرار گرفته است. برای مشاهده آن نیاز به تلسکوپ کوچک است.